# Usina Hidrelétrica Santo Antônio do Jari
A Usina Hidrelétrica Santo Antônio do Jari é uma usina hidrelétrica localizada no rio Jari, nos municípios de Almeirim (Pará) e Laranjal do Jari (Amapá).

## Histórico
Em 17 de dezembro de 2010,  a Agência Nacional de Energia Elétrica (Aneel) e a Câmara de Comercialização de Energia Elétrica (CCEE) realizaram o leilão de energia A-5, tendo a concessão da Usina Hidrelétrica Santo Antônio do Jari sido arrematada pelo consórcio Amapá Energia por 30 anos, formado pelas empresas ECE Participações (controlada pelo grupo EDP) e Jari Energética, por uma tarifa de R$ 104 por MWh.
Em dezembro 2011, a EDP concluiu a aquisição da totalidade do empreendimento. 
Em 2014, a CTG Brasil adquiriu 50% de participação da usina hidrelétrica de Santo Antônio do Jari (PA), 50% da hidrelétrica de Cachoeira Caldeirão (AP) e 33,3% da hidrelétrica de São Manoel (MT).
Foram estimados em R$ 1 bilhão os investimentos totais para o empreendimento, tendo havido um financiamento de R$ 736,8 milhões pelo BNDES.
O início das obras se deu em dezembro de 2011.
O enchimento do reservatório se deu em março de 2014. A usina passou a gerar energia em agosto de 2014, com a entrada em operação da primeira turbina. A segunda turbina entrou em operação em outubro de 2014 e a terceira, em dezembro de 2014.

## Estrutura
Os dados técnicos da usina são os seguintesː
| Potência Instalada:                   | 373,4 MW                                                                                        |
| Número de Turbinas / Tipo:            | 4 turbinas Kaplan (3 Casa de Força principal + 1 Casa de Força secundária)                      |
| Comprimento da Barragem + Vertedouro: | 1.300 m + 1.500 m                                                                               |
| Vazão do Vertedouro:                  | 9.593 m3/s (TR=10.000 anos)                                                                     |
| Interligação:                         | Linha de Transmissão de 230 kV com 20 km, interligando a usina com a SE de Laranjal do Jari -AP |
| Área Total do Reservatório:           | 31,7 km2                                                                                        |
| Extensão do Reservatório:             | 28 km comprimento                                                                               |
| Renovação da Água do Reservatório:    | 1,5 dias                                                                                        |
| Volume de Água no Reservatório:       | 133,39 milhões m³                                                                               |
| Profundidade Média:                   | 9,5 metros                                                                                      |